# 利根町
利根町（とねまち）は、茨城県南部の県南地域に位置する町。利根川を挟んで千葉県と接する。現在、北相馬郡（旧下総国）に属する唯一の町である。東京都市圏（東京通勤圏）。
千葉県我孫子市側と結ぶ栄橋が1971年に架け替えられた後、利根ニュータウンの造成などにより新住民が増加した。

## 概要
農業は稲作が中心であるが、その他にも様々な作物が育てられている。4月の桜の時期は、利根川の河川敷に面した数十本の桜並木が花見客で賑わい、また毎年8月には「納涼花火大会」が開催され、毎年周辺地域からの人出で賑わう。
利根ニュータウンの造成により1985年には人口が2万人を超えたが、都心回帰の影響や公共交通機関の乏しさにより人口は減少傾向にある。
隣接する龍ケ崎市との合併を検討し、合併協議会が2003年に設置されたが、成立せず2005年に合併協議会を廃止した。
町内の地価も下落する傾向が続き、2008年には東京圏の住宅地の地価下落率-5.9%でトップとなった。
2017年には茨城県南地域で唯一の過疎地域に指定された。

## 地理
町域はほとんど平坦である。町の南側は利根川に沿っており、気候は比較的温暖である。また桜や銀杏の木が美しい通りがいくつもあり、利根川の河川敷とともに地元住民の散歩コースとして人気である。
- 河川：利根川、新利根川、小貝川

## 歴史
- 1889年（明治22年）4月1日 - 町村制施行に伴い、北相馬郡布川町、文村、文間村、東文間村が発足。
- 1955年（昭和30年）1月1日 - 布川町、文村、文間村、東文間村が合併し、利根町が発足。

## 人口
| |                                        |  |
| 利根町と全国の年齢別人口分布（2005年） | 利根町の年齢・男女別人口分布（2005年） |  |
| ■紫色 ― 利根町 ■緑色 ― 日本全国 | ■青色 ― 男性 ■赤色 ― 女性              |  |
| 利根町（に相当する地域）の人口の推移 \| 1970年（昭和45年） \| 8,262人 \| \| \| 1975年（昭和50年） \| 9,504人 \| \| \| 1980年（昭和55年） \| 14,378人 \| \| \| 1985年（昭和60年） \| 19,762人 \| \| \| 1990年（平成2年） \| 20,511人 \| \| \| 1995年（平成7年） \| 20,202人 \| \| \| 2000年（平成12年） \| 19,033人 \| \| \| 2005年（平成17年） \| 18,024人 \| \| \| 2010年（平成22年） \| 17,473人 \| \| \| 2015年（平成27年） \| 16,313人 \| \| \| 2020年（令和2年） \| 15,340人 \| \| |                                        |  |
| 総務省統計局 国勢調査より |                                        |  |
| 1970年（昭和45年） | 8,262人                                |  |
| 1975年（昭和50年） | 9,504人                                |  |
| 1980年（昭和55年） | 14,378人                               |  |
| 1985年（昭和60年） | 19,762人                               |  |
| 1990年（平成2年） | 20,511人                               |  |
| 1995年（平成7年） | 20,202人                               |  |
| 2000年（平成12年） | 19,033人                               |  |
| 2005年（平成17年） | 18,024人                               |  |
| 2010年（平成22年） | 17,473人                               |  |
| 2015年（平成27年） | 16,313人                               |  |
| 2020年（令和2年） | 15,340人                               |  |

## 行政

### 町長
- 佐々木喜章（2017年7月24日就任、2期目）

### 財政
- 2008年度（平成20年度）は50億7,332万8,000円の一般会計予算が組まれており、歳入のうち約33%が町税、約28%が国からの地方交付税に依る。一般会計からの支出は民生費が最も多くを占め、ついで総務費、衛生費、公債費と続く。また、同年度は8つの特別会計で36億9,972万5,000円の予算が組まれている。
- 負債については、2006年度（平成18年度）末時点で、地方債現在高比率133.8%、実質的な債務残高比率170.6%、将来にわたる財政負担比率84.8%と、近隣自治体よりも健全であるといえる。
- その一方で、経常収支比率（支出に占める経常的な経費にかかる割合）が99.0%と、近隣と比較して財政運営の硬直化が急速に進んでいる。また、歳入に占める地方交付税比率も27.7%と、国からの交付税に依存する財政運営となっている。町内の基幹産業や自主財源に乏しいことや、三位一体の改革の影響による国からの地方交付税の減額などを受けて財源確保に苦慮している。また、龍ケ崎市との合併を視野に入れた合併頼みの財政運営に当てがはずれたことも今日の厳しい町財政の一因ともいえる。

### 広域事務
- 茨城県市町村総合事務組合
- 茨城租税債権管理機構
- 龍ヶ崎地方塵芥処理組合
- 稲敷地方広域市町村圏事務組合
- 茨城県南水道企業団

## 金融機関

### 郵便局
- 利根郵便局 - 布川2599番地
- 東文間郵便局 - 立崎106番地5

### 銀行
- 常陽銀行
  - 利根支店 - 布川3331番地

## 地域

### 大字・町名

#### 布川地区
- 布川（ふかわ）
  - 押付本田
  - 内宿
  - 浜宿
  - 中宿
  - 馬場
  - 布川台
  - 上柳宿
  - 下柳宿
  - 谷原
  - 三番割
  - 白鷺の街
  - ニュータウン
  - フレッシュタウン
  - 太子堂
  - 北郷
- 八幡台（はちまんだい）
- 四季の丘（しきのおか）一丁目・二丁目

#### 文地区
- 押付新田（おしつけしんでん）
- 上曽根（かみぞね）
- 下井（しもい）
- 下曽根（しもぞね）
- 大平（だいへい）
- 中田切（なかたぎり）
- 羽根野（はねの）
- 早尾（はやお）
- 横須賀（よこすか）

#### 文間地区
- 奥山（おくやま）
- 押戸（おしど）
- 大房（だいぼう）
- 立木（たつぎ）

#### 東文間地区
- 羽中（はなか）
- 福木（ふくのき）
- 中谷（なかや）
- 立崎（たつざき）
- 惣新田（そうしんでん）
- 加納新田（かのうしんでん）
- 東奥山新田（ひがしおくやましんでん）

#### もえぎ野台地区
- もえぎ野台（もえぎのだい）一丁目 - 五丁目

### 教育

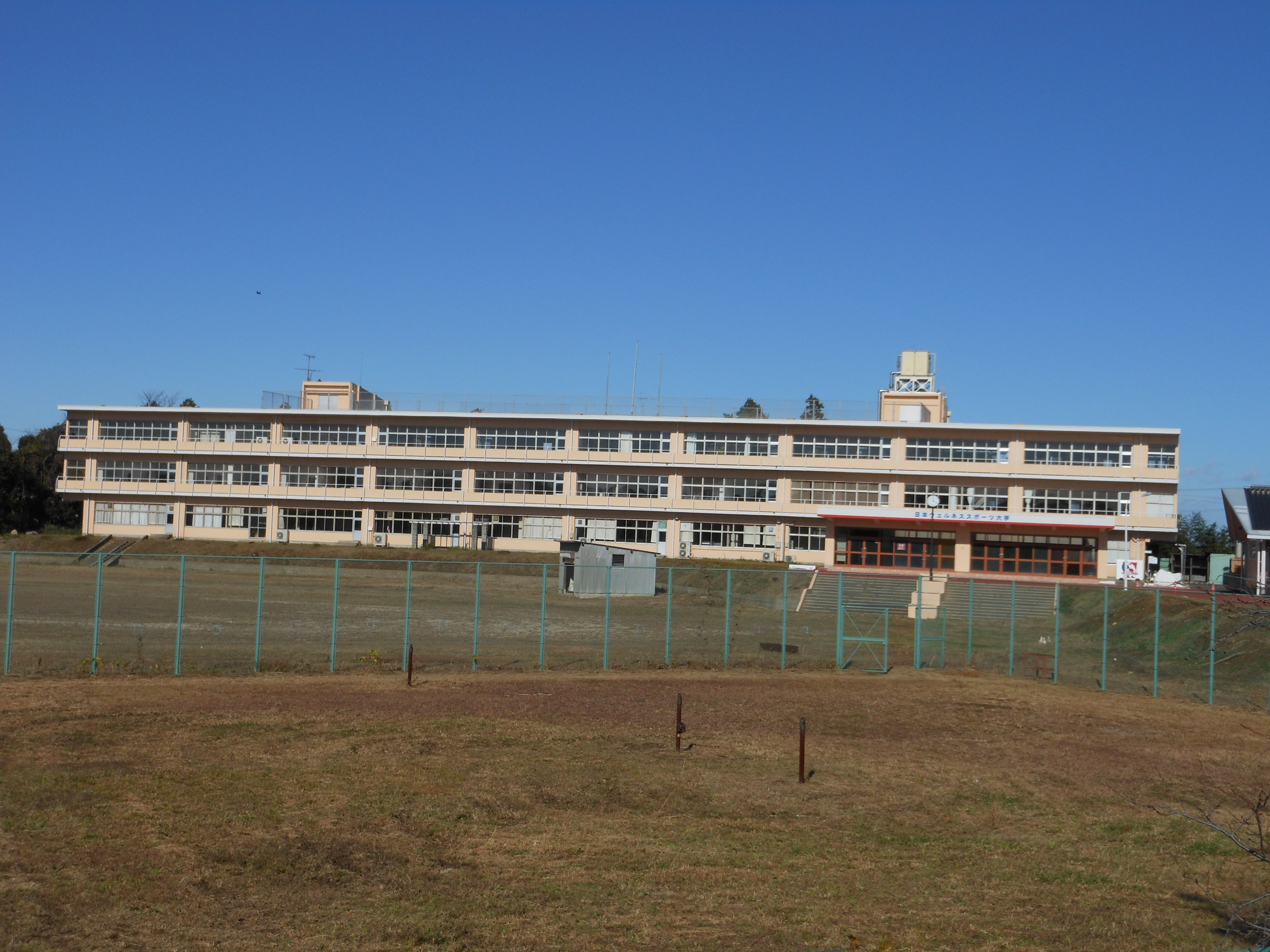
日本ウェルネススポーツ大学第1キャンパス
旧利根中学校を転用。

- 大学
  - 日本ウェルネススポーツ大学

- 中学校
  - 利根町立利根中学校

2006年度まで利根中学校と新館中学校の2校があったが、2校とも廃校となり新組織の利根中学校になった（校舎は旧新館中学校を使用）。

- 小学校
  - 利根町立利根小学校

2007年度まで利根町には小学校は5校あったが、このうち太子堂小学校と布川小学校2校は新組織の布川小学校になった（校舎は旧太子堂小学校を使用）。また、東文間小学校と文間小学校も新組織の文間小学校になった（校舎は旧文間小学校を使用）。2023年度から布川小学校・文間小学校・文小学校の3校を統合し、利根小学校になった（校舎は旧布川小学校を使用）[4]。

## 交通

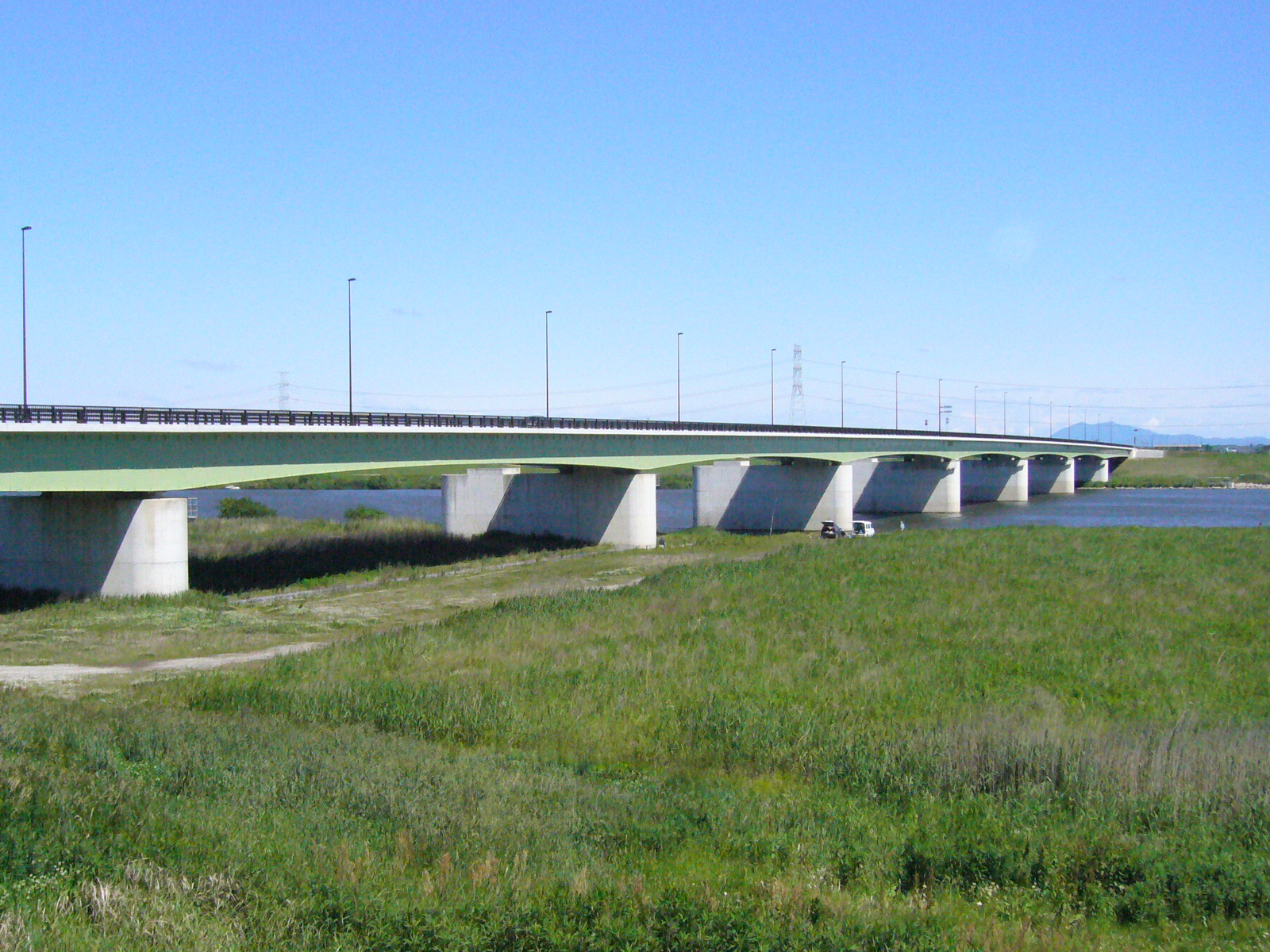
若草大橋有料道路と筑波山
（2007年5月21日）

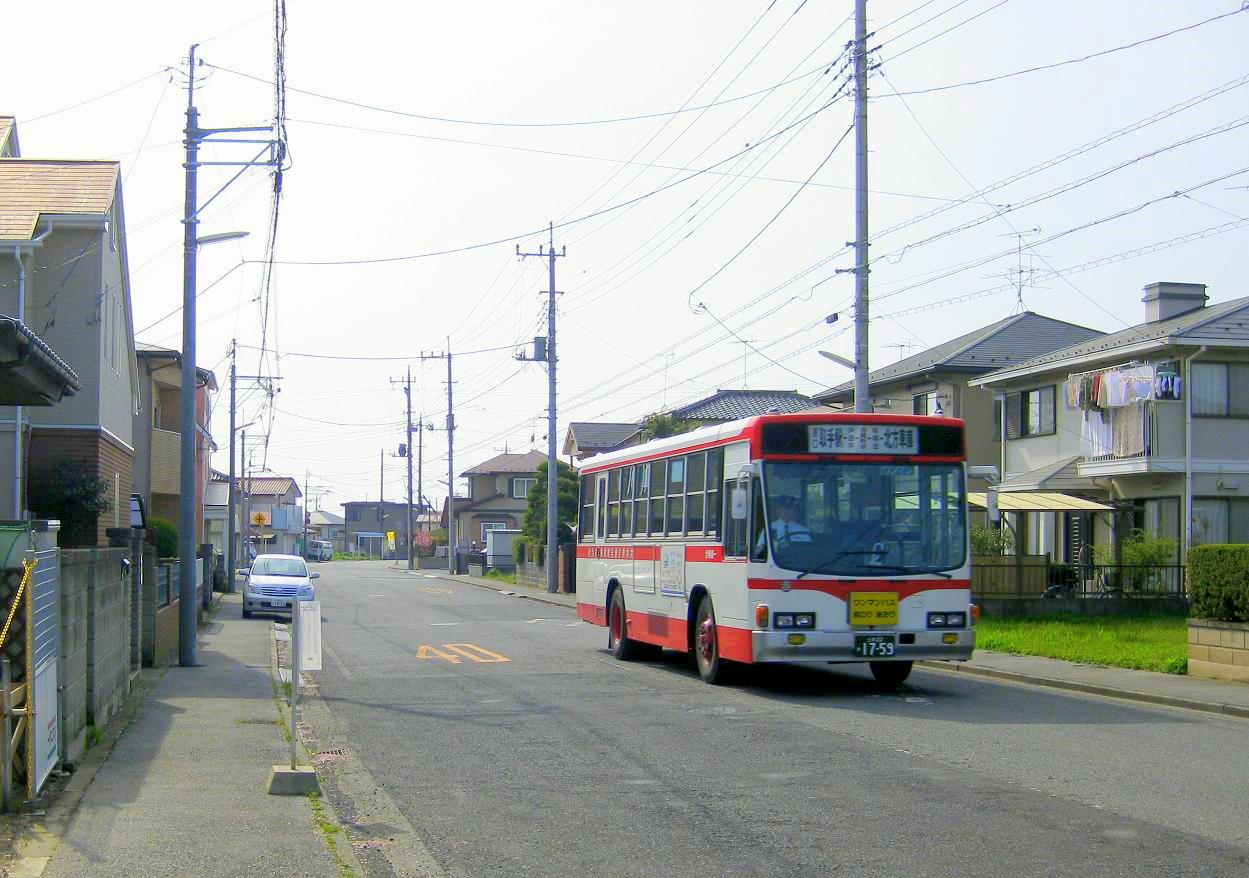
早尾台を走る大利根交通自動車のバス
（2010年4月18日）

### 鉄道
町内を通る鉄道路線はない。直近の路線・駅は、JR東日本成田線（我孫子支線）の布佐駅（千葉県我孫子市）で、町役場のある布川地区からは、利根川に架かる栄橋を渡った先にある。

### 一般路線バス
- 大利根交通自動車の運行エリアである。同社の路線は主に町北部の北方車庫から常磐線取手駅方向の路線が中心で、町に一番近い布佐駅へ乗り入れる路線は、布川地区にある利根ニュータウン・フレッシュタウンを結ぶ路線が別にある。しかし、布佐駅へ出る路線は、朝夕に偏ったダイヤで昼間時は便数寡少のため、町民は自転車を使って布佐駅へ出るか、成田線の本数が少ないことを避け、パークアンドライドで常磐線の駅（取手駅や我孫子駅）へ出る者もいる。
- なお、かつては関東鉄道も町内を経て布佐駅と竜ヶ崎駅を結ぶバス路線を有していた。

### コミュニティ交通
- 福祉バス「福ちゃん号」- 2台の車両で2コースを運行する。車両は白ナンバーの自家用自動車、白色のトヨタ・ハイエースと日産・キャラバンを使用する。町内全域を運行する「外回りコース」は車体に赤色のステッカーを貼付し、主に文地区・布川地区を運行する「内回りコース」は車体に青色のステッカーを貼付し、いずれも「福ちゃん号」のステッカーを貼付する。定時定路線の運行で、運賃無料で誰でも乗車できる。車両は自家用自動車（白ナンバー車）を使用する[5][6]。
- 利根町ふれ愛タクシー - 町が運行する乗合タクシー。車両は緑ナンバーの事業用自動車、銀色のトヨタ・ハイエースを使用する。利用には事前登録が必要。基本的には利根町民を対象とするが、利根町との境界に接する一部地域（龍ケ崎市および河内町の一部）を「特例地域」として利用登録を認めている[5][7][8]。

### 道路
県内で唯一、国道が通っていない自治体である。

#### 都道府県道
- 千葉県道・茨城県道4号千葉竜ヶ崎線（利根川に架かる栄橋を渡ると千葉県に入る）
- 茨城県道・千葉県道11号取手東線
- 茨城県道・千葉県道68号美浦栄線 - 若草大橋有料道路（2006年4月18日開通、利根川に架かる同町2番目の橋）
- 千葉県道・茨城県道170号我孫子利根線
- 茨城県道209号立崎羽根野線

## 観光
- 柳田國男記念公苑
  - 民俗学者の柳田國男は、開業医をしていた兄を頼って旧・布川村に移り住み、少年時代の2年間を過ごしている。柳田國男記念公苑は幼少期に柳田が過ごしていた旧小川家母屋を復元したものがある。
- とね七福神
- 徳満寺
  - 徳満寺にある「間引き絵馬」を幼少期に見た柳田國男は、飢饉や間引き慣習の悲惨さを思い、「経世済民の学」を志向、のちに東京帝国大学法科大学（のちの東京大学）で農政学を学ぶことになる。
- 小林一茶句碑
  - 小林一茶はかつて290泊ほど利根町で宿をとったことがあり、町内各所に小林一茶の句碑がある。
- 赤松宗旦生家及び墓碑
  - 柳田國男に大きな影響を与えたとする『利根川図志』の著者赤松宗旦。その生家と墓碑が利根町布川に残されている。

## 祭祀行事・その他の行事
- どんど焼き（1月）
- 利根町駅伝大会（2月）
- 太刀祭（7月）
- 布川神社臨時大祭（3年に1度、7月）
- 利根町民納涼花火大会（８月）
- 琴平神社奉納相撲（9月）
- 町民運動会（10月）
- 利根町産業文化祭（11月）
- 地蔵市（12月）

## 著名な出身者
- 市川忍 - 丸紅初代社長、丸紅生みの親。
- 増田政行 - 元プロ野球選手
- 佐々木喜章 - 第9代利根町長。
- 佐々木卓馬 - 俳優。利根町長である佐々木喜章の息子。
- 佐渡川準 - 漫画家